# Абрамова, Ирина Олеговна
Ири́на Оле́говна Абра́мова (род. 16 сентября 1962) — российский экономист, член Президиума РАН, директор Института Африки РАН, член-корреспондент РАН, доктор экономических наук, профессор.

## Биография
Родилась 16 сентября 1962 года.
В 1984 году с отличием окончила арабское отделение социально-экономического факультета Института стран Азии и Африки при МГУ.
В 1987 году защитила кандидатскую диссертацию, тема: «Социально-экономические проблемы урбанизации в АРЕ».
С 1994 по 1997 годы — приглашённый лектор в университетах Тюбингена, Бохума, Гейдельберга (Германия) и в университете Сан-Галлен (Швейцария).
В 2011 году защитила докторскую диссертацию «Ресурсный потенциал Африки в мировой экономике XXI века (Эндогенные детерминанты участия африканских стран в новой экономической модели мира)».
В 2015 году назначена директором Института Африки РАН.
28 октября 2016 года избрана членом-корреспондентом РАН по Отделению глобальных проблем и международных отношений, в 2017 году избрана членом Президиума РАН. Входит в состав Высшей аттестационной комиссии РФ.

## Научная и общественная деятельность
Ведущий специалист Отделения глобальных проблем и международных отношений РАН по проблемам экономики и народонаселения Африки.
В 2004 и 2005 годах принимала участие в конференциях и семинарах в России и за рубежом в рамках Международной программы борьбы с отмыванием денег и финансированием терроризма в качестве эксперта Совета Европы.
В 2004 году выступила на Международном симпозиуме по борьбе с экономическими преступлениями, проводимом ежегодно в гор. Кембридже (Великобритания).
Совместно с учёными из России и зарубежных стран в 2005—2011 гг. организовывала и проводила полевые исследования в ряде европейских и африканских стран по проблемам народонаселения и международной трудовой миграции.
Член научного совета РАН по проблемам Африки. Участница более 80 международных конференций и семинаров, проведённых в России и за рубежом.
Член редколлегии журнала «Азия и Африка сегодня».
Автор более 110 научных работ, изданных в России и за рубежом, в том числе 8 монографий.

## Награды
- Медаль «За значительный вклад в организацию Саммита и Экономического форума Россия-Африка» (2019)[2]
- Медаль ордена «За заслуги перед Отечеством» II степени (10 сентября 2020) — за большой вклад в развитие науки и многолетнюю плодотворную деятельность[3]

## Монографии
1. Абрамова И. О., Поликанов Д. В. Интернет и Африка: параллельные реальности. М.: Институт Африки РАН, 2001. 180 с.
2. I. Abramova, D. Magnusson et al. International experience in prevention of terrorist financing. (Международный опыт по предотвращению финансирования терроризма). Council of Europe, Moscow. 2005. PP. 1-400. (на англ. яз.).
3. Абрамова И. О. Арабский город на рубеже тысячелетий. М.: Восточная литература, 2005. 256 с.
4. Абрамова И. О., Фитуни Л. Л., Сапунцов А. Л. «Возникающие» и «несостоявшиеся» государства в мировой экономике и политике. М.: Институт Африки РАН, 2007. 198 с.
5. I. Abramova, C. Stoll, К. Tkachenko. Germany in Africa: reconciling business and development. (Германия в Африке: бизнес и развитие). M.: Institute for African Studies RAS, 2009. PP. 1-192. (на англ. яз.).
6. Абрамова И. О. Африканская миграция: опыт системного анализа. М.: Институт Африки РАН, 2009. 354 с.
7. Leonid Fituni, Irina Abramova. Resource Potential of Africa and Russia’s National Interests in the XXI Century. (Ресурсный потенциал Африки и национальные интересы России в XXI веке). M., Institute for African Studies. RAS. 2010, PP. 1-212. (на англ. яз.)
8. Абрамова И. О. Население Африки в новой глобальной экономике. М.: Институт Африки РАН, 2010. 496 с.